# Iksion
Iksion je bil v grški mitologiji kralj Lapidov in sin Flegjasa.  Piritos je bil njegov sin. Iksion se je poročil z Dejonesovo hčerjo. Da ne bi plačal za nevesto, ga je porinil v jamo s premogom.  Zaradi tega so ga po smrti pahnili v Tartar, kjer mora preživljati večnost na gorečem kolesu.
Imeli so ga za predhodnika kentavrov. Zato so se imenovali Iksionidi.
Po drugi različici je Iksion na pojedini bogov hotel zapeljati Zevsovo sestro in ženo Hero. Ta se je pritožila možu. Ker je bil tudi Zevs pomehkuženec, se je smejal Iksionovemu poželenju in mu je dovolil pariti se s Herino podobo iz oblakov. Ko je Iksion prišel dol na Zemljo, se je bahal pred drugimi smrtniki, da je spal s kraljico bogov. Za takšno ponašanje ga je Zevs kaznoval in ga privezal na večno vrteče se ognjeno kolo.